# Frank Pastor
Frank Pastor (* 7. prosince 1957, Halle) je bývalý východoněmecký fotbalista, útočník. V sezóně 1986/87 byl nejlepším střelcem východoněmecké oberligy.

## Fotbalová kariéra
Ve východoněmecké oberlize hrál za Chemii Halle a Berliner FC Dynamo. Nastoupil ve 345 ligových utkáních a dal 139 gólů. S Berliner FC Dynamo získal čtyřikrát mistrovský titul a dvakrát východoněmecký fotbalový pohár. V Poháru mistrů evropských zemí nastoupil ve 14 utkáních a dal 4 góly. Za reprezentaci Východního Německa (NDR) nastoupil v letech 1983–1987 v 7 utkáních.

## Ligová bilance
| Ročník          | Zápasy | Góly | Klub               |
| --------------- | ------ | ---- | ------------------ |
| I. liga 1976/77 | 10     | 3    | Chemie Halle       |
| I. liga 1977/78 | 4      | 0    | Chemie Halle       |
| I. liga 1978/79 | 22     | 7    | Chemie Halle       |
| I. liga 1979/80 | 25     | 7    | Chemie Halle       |
| I. liga 1980/81 | 24     | 7    | Chemie Halle       |
| I. liga 1981/82 | 24     | 4    | Chemie Halle       |
| I. liga 1982/83 | 25     | 12   | Chemie Halle       |
| I. liga 1983/84 | 23     | 9    | Chemie Halle       |
| I. liga 1984/85 | 26     | 22   | Berliner FC Dynamo |
| I. liga 1985/86 | 24     | 11   | Berliner FC Dynamo |
| I. liga 1986/87 | 26     | 17   | Berliner FC Dynamo |
| I. liga 1987/88 | 22     | 5    | Berliner FC Dynamo |
| I. liga 1988/89 | 15     | 6    | Berliner FC Dynamo |
| I. liga 1989/90 | 1      | 0    | FC Berlin          |
| CELKEM I. liga  | 345    | 139  |                    |